# Día Internacional de la Luna
El Día Internacional de la Luna es una jornada que se celebra el 20 de julio desde 2022, se estableció en el 2021 por la Asamblea General de las Naciones Unidas (AGNU).

## Proclamación
El Día Internacional de la Luna fue proclamado tras la aprobación de la solicitud presentada por la Moon Village Association (MVA) una organización dedicada a fomentar la colaboración internacional para la exploración y utilización del espacio lunar, está encargada de coordinar las actividades relacionadas con este día. Su solicitud se presentó durante la 64.ª sesión de la Comisión sobre la Utilización del Espacio Ultraterrestre con Fines Pacíficos, un organismo de la ONU dedicado a discutir y promover el uso pacífico del espacio exterior. Fue proclamado por la (AGNU) el 9 de diciembre de 2021como parte de la resolución de la Cooperación internacional en la utilización del espacio ultraterrestre con fines pacíficosy en base al Informe de la Comisión Política Especial y de Descolonización (Cuarta Comisión).  El objetivo de esta proclamación es celebrar los logros de la exploración lunar por todos los Estados y fomentar la conciencia sobre la exploración y utilización sostenible del satélite natural de la Tierra.
La exploración lunar comenzó con el impacto de la nave Luna 2, lanzada por la Unión Soviética, en la superficie lunar el 14 de septiembre de 1959. Desde entonces, numerosas misiones de países como Estados Unidos, Rusia, Europa, Japón, China, India e Israel han sido lanzadas para mejorar nuestro entendimiento de la Luna y su relación con la Tierra. Sin embargo, el aterrizaje de la misión Apolo 11 se destaca como el punto culminante de estos esfuerzos.

## Celebración
Este día se celebra el 20 de julio de cada año, coincidiendo con el aniversario del aterrizaje de la misión Apolo 11 en 1969, que marcó el primer contacto humano con la Luna. La elección de esta fecha simboliza tanto el logro histórico de la humanidad en la exploración espacial como fomentar futuras misiones y proyectos lunares. Su primera celebración se realizó en 2022.
- 2022: Celebración inaugural[7]
- 2023: Eventos asociados[8]
- 2024: Iluminando las sombras[9]